# Ryan Taylor
Ryan Anthony Taylor (Liverpool, 19 de agosto de 1984) é um futebolista inglês que atua como lateral-direito. Atualmente, joga pelo Newcastle United.